# Центр малих планет
 Центр мали́х плане́т  (ЦМП; англ. Minor Planet Center, MPC) — офіційний орган, що займається спостереженням малих планет і споряджанням рапортів про них під егідою Міжнародного астрономічного союзу. Заснований 1947 року в Смітсонівській астрофізичній обсерваторії (SAO).

## Функції
Ця офіційна організація за сприяння збирає і систематизує дані спостережень малих тіл Сонячної системи й комет, обчислює їхні орбіти й публікує цю інформацію в циркулярах малих планет (англ. Minor Planet Circulars). Вона підтримує безплатні онлайн-сервіси для спостерігачів з метою допомогти їм у спостереженні малих планет і комет. Повний каталог орбіт малих планет (MPCORB) доступний для вільного завантаження. Центр малих планет функціонує в Смітсонівській астрофізичній обсерваторії, яка є частиною Гарвард-Смітсонівського астрофізичного центру (CfA) спільно з Гарвардською обсерваторією (HCO), під егідою Міжнародного астрономічного союзу.
Центр малих планет надає спостерігачам низку безплатних онлайн-сервісів, які допомагають їм у спостереженнях за малими планетами й кометами. Повний каталог орбіт малих планет (іноді називаний Каталогом малих планет) можна завантажити безплатно. Опріч астрометричних даних Центр малих планет збирає фотометрію кривих блиску малих планет. Ключова функція ЦМП — це допомога спостерігачам у координації дальших спостережень можливих навколоземних об'єктів за посередництвом інтернет-формуляра і блогу — сторінки підтвердження навколоземних об'єктів (англ. Near-Earth Object Confirmation Page).

## Історія
Центр малих планет був заснований в університеті Цинциннаті 1947 року під керівництвом Пола Герджета.:63 По відході Герджета у відставку 30 червня 1978 року Центр був переведений у Смітсонівську астрофізичну обсерваторію, а його керівником призначений Браян Марсден.:67 Від 2006 до 2015 директором ЦМП був Тімоті Спар, від 2015 до 2021 — Метью Голман. Під його керівництвом Центр пережив значний період реорганізації та зросту, подвоївши як чисельність персоналу, так і кількість щорічних спостережень. По відході Голмана з посади 9 лютого 2021 (про що оголошено 19 лютого того самого року) директором Центру став Метью Пейн.

### Директори
- 1947—1978: Пол Херджет (Paul Herget)
- 1978—2006: Браян Марсден (Brian Marsden)
- 2006—2015: Тімоті Спар (Timothy Spahr)
- 2015—2021: Метью Холман (Matthew Holman)
- 2021 — понині: Метью Пейн (Matthew Payne)

## Періодичні публікації
Центр малих планет періодично публікує астрометричні спостереження малих планет, а також комет і природних супутників. Ці публікації мають назву англ. Planet Circulars (MPCs), Minor Planet Electronic Circulars (MPECs), Minor Planet Supplements (MPSs and MPOs). Обширний архів публікацій у форматі PDF доступний на вебсайті Центру малих планет. Найстаріша публікація архіву походить з 1 листопада 1977 року (MPC 4937–5016).
- Minor Planet Circulars («циркуляри малих планет», також M.P.C. або MPCs) — науковий журнал, заснований 1947 року, який Центр малих планет публікує в день кожної повні, коли число повідомлених спостережень мінімальне через ясніше нічне небо. Circulars містять астрометричні спостереження, орбіти й ефемериди малих планет, комет і деяких природних супутників. Астрометричні спостереження комет публікуються цілком, тоді як спостереження малих планет підсумовуються кодом спостереження (повні спостереження тепер подаються в додатку). Нові нумерації та йменування малих планет, а також нумерації періодичних комет і природних супутників оголошуються в Circulars. Оновлення орбіт комет і супутників з'являються в Circulars; оновлення орбіт малих планет оприлюднюються в Minor Planets and Comets Orbit Supplement.
- Minor Planet Electronic Circulars («електронні циркуляри малих планет», також MPECs) — видання, яке публікує Центр малих планет. Ці циркуляри зазвичай містять позиційні спостереження й орбіти незвичних малих планет і всіх комет. У цих циркулярах також публікуються щомісячні списки спостережуваних незвичних об'єктів, спостережуваних відлеглих об'єктів, спостережуваних комет і критичний список понумерованих малих планет. Daily Orbit Update MPECs («електронні циркуляри малих планет щоденного оновлення орбіт»), що випускаються щодня, містять нові ідентифікаційні дані й орбіти малих планет, що були зібрані протягом останньої доби.
- Minor Planets and Comets Supplement («додаток, що стосується малих планет і комет», також MPS) — видання, що Центр малих планет публікує від імені відділу F (Відділу планетних систем і біоастрономії) Міжнародного астрономічного союзу.[9]
- Minor Planets and Comets Orbit Supplement («додаток, що стосується орбіт малих планет і комет», також MPO) — видання, що Центр малих планет публікує від імені відділу F Міжнародного астрономічного союзу.

## Служба «Ефемериди природних супутників»
Служба «Ефемериди природних супутників» (англ. Natural Satellites Ephemeris Service) — онлайн-сервіс Центру малих планет, що надає ефемериди, орбітальні елементи і залишкові блоки зовнішніх нерегулярних супутників планет-гігантів.